# 서기철
서기철(徐基哲, 1962년 9월 16일 ~ )은 대한민국의 방송인, 전 아나운서이다.

## 학력
- 1969년 ~ 1975년 : 서울서교초등학교 졸업
- 1975년 ~ 1978년 : 숭문중학교 졸업
- 1978년 ~ 1981년 : 한성고등학교 졸업
- 1981년 ~ 1987년 : 중앙대학교 신문방송학과 졸업 (1981학번)

## 경력
- 1987년 : KBS 15기 공채 아나운서(KBS청주방송총국 지역근무)
- 1991년 : 배우자 부인 곽은주(前 아나운서) 씨와 결혼
- 1996년 ~ 1997년 : KBS 위성 1TV(위성 자체채널) 프로그램 안내자
- 2001년 : KBS대구방송총국 아나운서 부장 겸 지역근무
- 2002년 : KBS 아나운서실 차장
- 2014년 : KBS 아나운서실 스포츠국 부장
- 2018년 : KBS 아나운서실 편성본부 부장
- 2020년 10월 ~ 2021년 12월 : KBS 아나운서실 편성본부 부주간
- 2022년 9월 : KBS 정년퇴직
- 2023년 이후 프리랜서 아나운서로 전향하게 됨.

## 스포츠 캐스터 경력
- 2002년 : KBS 한일 월드컵 캐스터
- 2004년 : KBS 아테네 올림픽 캐스터
- 2006년 : KBS 독일 월드컵 캐스터
- 2008년 : KBS 베이징 올림픽 캐스터
- 2010년 : KBS 광저우 아시안게임 캐스터
- 2011년 : KBS 카타르 아시안컵 캐스터
- 2012년 : KBS 유로 2012 런던 올림픽 캐스터
- 2014년 : KBS 소치 동계올림픽 인천 아시안게임 캐스터
- 2015년 : KBS 2015년 하계 유니버시아드 세계군인체육대회 캐스터
- 2016년 : KBS 리우데자네이루 올림픽 캐스터
- 2018년 : KBS 평창 동계올림픽 러시아 월드컵 자카르타 아시안게임 캐스터
- 2021년 : KBS 도쿄 올림픽 캐스터
- 2023년 : 한국프로축구연맹 K리그2 캐스터 ~ 현재
- 2023년 : 항저우 아시안게임 TV 조선 캐스터
- 2026년 : JTBC 밀라노 동계올림픽 북중미 월드컵 캐스터
- 2026년 : KBS N 스포츠 축구, 배구, 레슬링, 유도, 역도 캐스터 ~ 예정

## 연기 활동

### 드라마
- 2015년 : KBS2 금토드라마 《프로듀사》 ... 장인표 역

## 진행

### TV
- 1989년 : KBS1 《KBS 뉴스 (1720)》(1989년 1월 8일 ~ 1990년 3월 25일) 일요일
- 1990년 : KBS1 《KBS 뉴스 (1720)》(1990년 9월 22일) 대타 진행
- 1990년 : KBS1 《KBS 뉴스 (0750)》(1990년 4월 1일 ~ 1991년 7월 7일) 일요일
- 1991년 : KBS1 《KBS 뉴스 (1200)》(1991년 7월 13일 ~ 1992년 4월 4일) 토요일
- 1992년 : KBS1 《KBS 스포츠뉴스》(1992년 7월 4일 ~ 1992년 10월 25일) 주말
- 1992년 : KBS1 《KBS 뉴스 (1730)》(1992년 4월 6일 ~ 1992년 11월 13일) 평일
- 1993년 : KBS1 《KBS 저녁뉴스》(1993년 2월 5일) 대타 진행
- 1993년 : KBS2 《KBS 2TV 뉴스 (22:45)》(1993년 5월 3일 ~ 1993년 10월 29일)
- 1994년 : KBS1 《KBS 뉴스 (1730)》(1994년 6월 13일 ~ 1994년 10월 7일)
- 1995년 : KBS2 《도전 주부가요스타》(1995년 7월 15일 ~ 1995년 8월 5일) 진행
- 1996년 : KBS1 《KBS 낮 뉴스》(1996년 3월 4일 ~ 1997년 2월 28일)
- 1997년 : KBS1 《KBS 뉴스 5》(1997년 3월 3일 ~ 1999년 2월 5일)
- 2000년 : KBS1 《KBS 뉴스 (1200)》(2000년 6월 18일 ~ 2000년 10월 8일) 일요일
- 2007년 : KBS1 《6시 내고향》(2007년 4월 2일 ~ 2008년 11월 14일)
- 2010년 : KBS2 《남자의 자격》 ... 이용수 기술위원장과 2010남아공월드컵 경기를 스튜디오 중계
- 2016년 : KBS2 《언금술사》

### 라디오
- 1988년 ~ 2021년 :《KBS 제1라디오 정시 뉴스 (평일,주말)》(1988년 11월 14일 ~ 2021년 12월 31일)
- 1994년 : KBS 제1라디오 《안녕하십니까 라디오 정보센터입니다》
- 2000년 ~ 2017년 :《KBS 제2라디오 정시 뉴스 (평일,주말)》(2000년 7월 1일 ~ 2017년 2월 19일)
- 2007년 : KBS 제1라디오 《생방송 오늘》
- 2018년 : KBS 제1라디오 《생생 라디오 매거진》(주말) (2018년 6월 2일 ~ 2019년 9월 15일)
- 2019년 : KBS 제1라디오 《서기철의 시사본부 (주말)》 (2019년 9월 21일 ~ 2020년 11월 1일)
- 2020년 : KBS 한민족방송 《KBS 한민족방송 뉴스 4시 뉴스,6시 뉴스 (주말)》(2020년 11월 14일 ~ 2021년 12월 31일)

## 홍보대사
- 2012년 서산시 홍보대사

## 수상
- 1996년 한국 아나운서 대상
- 2007년 제8회 대한민국 영상대전 포토제닉상
- 2008년 제35회 한국방송대상 아나운서상
- 2017년 방송 진흥 유공자 대통령 표창

## 가족 관계
- 어머니 : 양책한 ( ~ 2017년 6월 14일)
- 형제동생 : 서기영
- 배우자 : 곽은주
  - 아들, 딸